# Tulpenfieber (Film)
Tulpenfieber ist ein britisch-US-amerikanischer Historienfilm von Justin Chadwick, der am 24. August 2017 in die deutschen Kinos kam. Der Film mit Alicia Vikander, Dane DeHaan, Christoph Waltz und Cara Delevingne in den Hauptrollen basiert auf dem gleichnamigen Buch von Deborah Moggach.

## Handlung
Die Republik der Vereinigten Niederlande befindet sich im 17. Jahrhundert in einer Blütezeit. Hier erlebt der Handel und Verkauf von Tulpen und Tulpenzwiebeln soeben seine Hochkonjunktur. Der wohlhabende Amsterdamer Kaufmann Cornelis Sandvoort hat seine erste Ehefrau und zwei Kinder durch eine Pestepidemie verloren. Jetzt hat er die junge Sophia aus dem Waisenhaus geholt und geheiratet. Obwohl fortgeschrittenen Alters, hofft Cornelis auf (männlichen) Nachwuchs. Der will sich allerdings nicht einstellen.
Cornelis’ Magd Maria liebt den Fischhändler Willem. Um seine Maria heiraten zu können, steigt Willem in das Tulpenzwiebelgeschäft ein und erzielt dabei auch einigen Gewinn.
Cornelis engagiert den jungen Maler Jan van Loos, um ein Doppelporträt mit seiner jungen Ehefrau Sophia anfertigen zu lassen. Bald beginnt eine leidenschaftliche Affäre zwischen dem Künstler und der Kaufmannsfrau. Als Willem seine Maria besuchen will, beobachtet er Jan und Sophia in Umarmung durch das Fenster, hält Sophia allerdings für Maria. Schockiert wegen Marias scheinbarer Untreue läuft Willem in ein Wirtshaus. Dort betrinkt er sich, wird von einer Hure ausgeraubt und später shanghait. Maria stellt fest, dass sie von Willem schwanger ist.

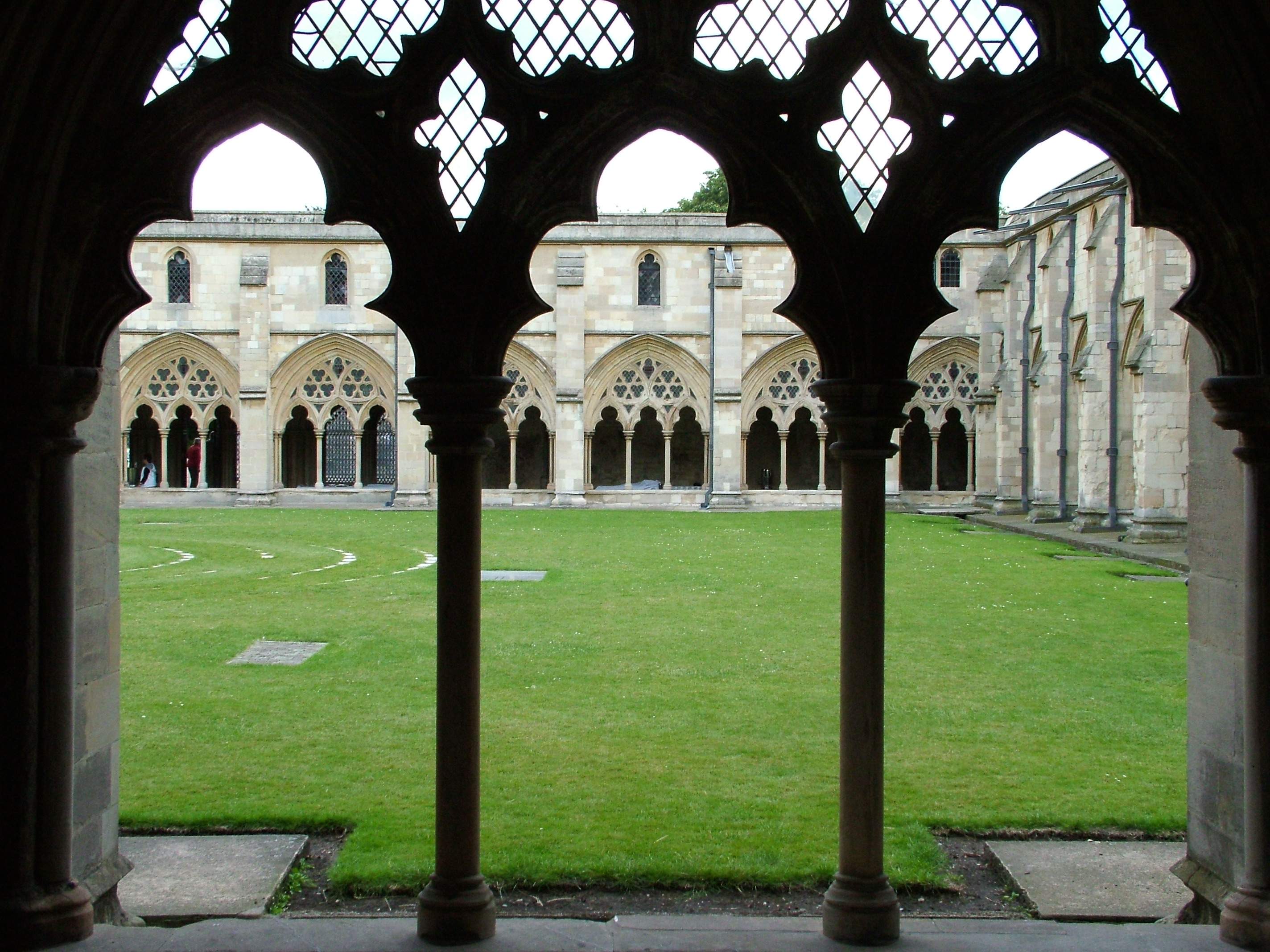
Einer der Drehorte war der Klostergarten der Kathedrale von Norwich

Das heimliche Liebespaar Sophia und Jan plant mit Marias Unterstützung seine Flucht aus Amsterdam: Sie wollen Marias Schwangerschaft nutzen, um Cornelis Marias Kind unterzuschieben und Sophias Tod im Kindbett vorzutäuschen. Um Geld zu beschaffen, steigt Jan selbst in das Geschäft mit Tulpenzwiebeln ein. Die Äbtissin des Klosters St. Ursula unterstützt ihn – nicht ohne Eigennutz – dabei. Auf Versteigerungen von Tulpenzwiebeln in Gasthäusern kann er sein Geld vermehren.
In einer Gewitternacht setzen Marias Wehen ein. Eine Hebamme wird geholt und der Arzt Doktor Sorgh schirmt Cornelis von der Geburt ab. Erst als das Kind geboren worden ist, darf er den Raum betreten, in dem die Verschwörer die scheinbar tot dort liegende Sophia mit einem weißen Tuch bedeckt haben. Cornelis ist schwer getroffen vom Tod seiner jungen Frau, freut sich aber über die kleine Tochter. Sophia wird im Sarg eingenagelt und zu Jan gebracht. Angesichts Cornelis’ Trauer kommen ihr jedoch Zweifel an der Richtigkeit ihres Handelns. Sie läuft zu Cornelis’ Haus zurück, bringt es aber nicht übers Herz, wieder in sein Leben zu treten. Sie weiß weder ein noch aus.
Jans Gläubiger bestehen auf sofortige Bezahlung. Sie setzen ihn in seinem Atelier fest und schicken Jans schlichten Freund Gerrit ins Kloster, um die wertvolle Tulpenzwiebel zu holen. Auf dem Rückweg stößt er auf ein Straßenfest, er betrinkt sich dort und isst die wertvolle Tulpenzwiebel alkoholumnebelt auf. Jan ist finanziell ruiniert.
Willem, der von seinem Einsatz bei der Marine in Afrika zurückkehrt, besucht Maria in Cornelis’ Haus. Maria ist wütend auf ihn, aber sie versöhnen sich bald wieder, als er erfährt, dass er nicht betrogen worden ist. Ihr lauter Streit enthüllt jedoch unbeabsichtigt die Verschwörung zwischen Maria, Sophia und Jan, die Cornelis heimlich belauscht. Dadurch erfährt er, dass das Kind nicht von ihm stammt. Schließlich akzeptiert Cornelis die Wahrheit und überlässt sein Haus seiner Magd Maria und deren Mann Willem. Er selbst geht nach Niederländisch-Indien und gründet dort eine neue Familie. Sein verschenktes Haus in Amsterdam hat sich inzwischen mit Kindern gefüllt.
Acht Jahre später erhält Jan den Auftrag, in der Abtei-Kirche des Klosters ein Wandbild zu malen. Dort sieht er vom Gerüst aus unten die Äbtissin mit den Waisenkindern und einer Nonne durch die Kirche gehen. Diese Nonne ist Sophia.

## Historisches und literarische Vorlage

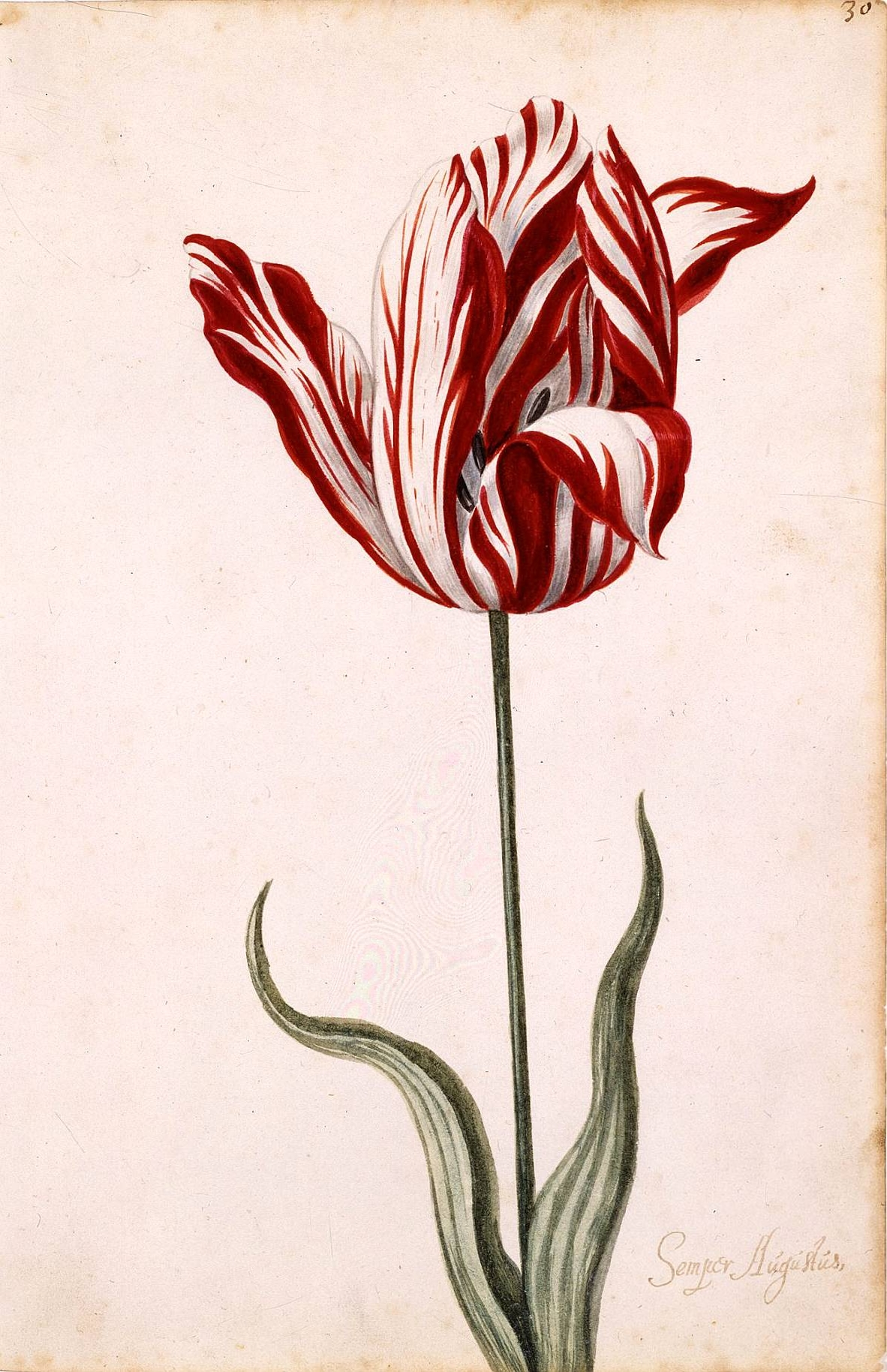
Schon in den 1620er Jahren war es unter Umständen möglich, für einzelne Tulpensorten sehr hohe Preise zu erzielen, beispielsweise für die Semper Augustus

Nachdem die Tulpe über das Osmanische Reich bis nach Europa vorgedrungen war, entwickelte sich die Pflanze ab Mitte des 16. Jahrhunderts in Westeuropa – und insbesondere in den Niederlanden – zu einem Spekulationsobjekt. Zeitweise war eine einzige Tulpenzwiebel mehr wert als ein ganzes Haus in der Innenstadt von Amsterdam. In den 1620er Jahren war es unter Umständen möglich, für einzelne Tulpensorten sehr hohe Preise zu erzielen, beispielsweise mit der Tulpe Semper Augustus, die 1637 als teuerste Tulpe aller Zeiten gehandelt wurde. Die Tulpenblase platzte allerdings im Frühjahr 1637, als der Wert von Tulpen innerhalb weniger Tage um 95 Prozent fiel und die holländische Regierung die Tulpenpreise gesetzlich festschrieb, um dem Irrsinn ein Ende zu machen. Auch wenn die Märkte zusammenbrachen, war es auch der Beginn der Tulpenzucht, die die niederländische Region Holland berühmt gemacht hat.
Deborah Moggach veröffentlichte im Jahr 1999 den Roman Tulpenfieber, der für den Film adaptiert wurde. Vor der Kulisse des ersten modernen Börsencrashs während des Goldenen Zeitalters erzählt der Roman von den fatalen Konsequenzen einer Affäre der Kaufmannsgattin Sophia und des Malers Jan, die Geld brauchen, um Amsterdam zu verlassen. Zusammen mit Sophias Magd Maria schmieden sie einen waghalsigen Plan und setzen alles auf eine Karte. Sie rechnen jedoch nicht mit dem Undenkbaren: dass der Tulpenmarkt eines Tages zusammenbricht. Zuvor war von ihren Büchern bereits Best Exotic Marigold Hotel für einen Film adaptiert worden, und auch das Drehbuch zu dem Film Stolz und Vorurteil aus dem Jahr 2005 stammt aus der Feder der Schriftstellerin, basierend auf dem gleichnamigen Roman von Jane Austen.

## Produktion

### Stab, Besetzung und Synchronisation
Die Regie bei der Adaption von Moggachs Roman führte Justin Chadwick. Der Roman wurde von dem britischen Dramatiker Tom Stoppard adaptiert.

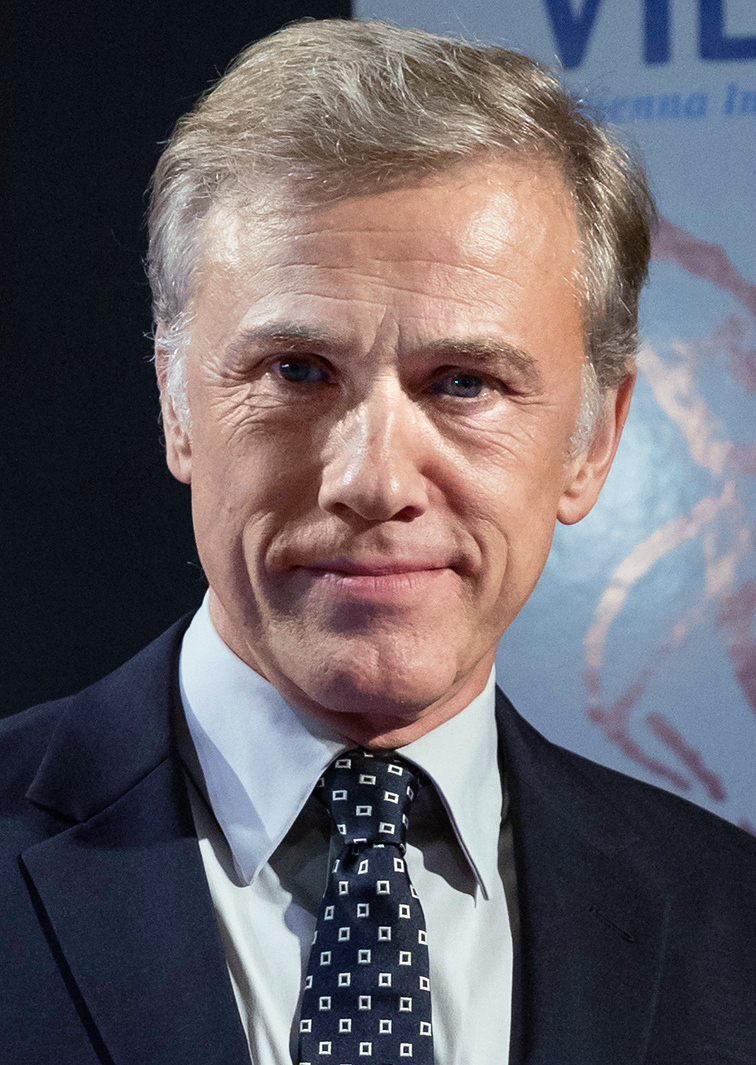
Christoph Waltz spielt Gewürzhändler Cornelis Sandvoort

Als im Jahr 2004 zum ersten Mal eine Verfilmung von Tulpenfieber angedacht worden war, hatten noch Keira Knightley und Jude Law unter der Regie von John Madden die Hauptrollen spielen sollen. Wegen Steueränderungen im Vereinigten Königreich und weil das Budget des Filmes um 17 Millionen US-Dollar in die Höhe schoss, wurde die Produktion jedoch auf Eis gelegt. Zehn Jahre später hat sich Alison Owen zusammen mit Harvey Weinstein die Rechte an dem Stoff gesichert und die Produktion mit vollkommen neuer Besetzung aufgenommen. Zwischenzeitlich hatte auch Steven Spielberg angeboten, die Filmrechte zu kaufen, wozu es jedoch nicht kam.
Im Februar 2014 wurde bekannt, dass Christoph Waltz im Film eine Rolle erhielt. Er spielt den Gewürzhändler Cornelis Sandvoort. Alicia Vikander übernahm die Rolle seiner Ehefrau Sophia, Dane DeHaan spielt ihren jungen Liebhaber Jan van Loos. Deborah Moggach, die Autorin der Romanvorlage, ist im Film in einem kurzen Gastauftritt als pfeiferauchende und biertrinkende Frau zu sehen.
Yvonne Greitzke spricht in der deutschen Synchronisation Sophia Sandvoort und Patrick Roche ihren Liebhaber Jan van Loos. Christoph Waltz spricht sich selbst in seiner Rolle des Cornelis Sandvoort.

### Dreharbeiten und Ausstattung
Außenaufnahmen entstanden am Charterhouse in London. Weitere Dreharbeiten erfolgten in der Kathedrale von Norwich und dem dortigen Klostergarten, in Holkham, in Tilbury, an der Cobham Hall School und in den Pinewood Studios in Iver Heath. Zudem erfolgten Aufnahmen in Österreich.
Die Ausstattung verantwortete Simon Elliott. Das Szenenbild stammt von der Oscar-nominierten Rebecca Alleway. Der in London lebende walisische Maler Jamie Routley fertigte die Porträts an, die im fertigen Film zu sehen sind. Auch Moggach war selbst von Werken niederländischer Maler zu ihrem Buch inspiriert worden.

### Kostüme und Filmmusik
Die Kostüme entwarf der mit einem Oscar ausgezeichnete britische Kostümbildner Michael O’Connor.
Die Filmmusik komponierte der vierfach Oscar-nominierte Filmkomponist Danny Elfman. Der Soundtrack umfasst 18 Stücke und wurde am 25. August 2017 von Sony Classical auf CD veröffentlicht.

### Marketing und Veröffentlichung
Im Mai 2015 stellte die Schauspielerin Cressida Bonas, die im Film Mrs. Steen spielt, im Rahmen der Filmfestspiele von Cannes Szenen des Films vor.
Im April 2017 wurde ein erster Trailer in englischer Sprache veröffentlicht. Im Juni 2017 wurde ein erster Trailer zum Film in deutscher Sprache veröffentlicht.
Der Film feierte seine Weltpremiere am 13. Juli 2017 in Dänemark und startete am 24. August 2017 in den Kinos von Deutschland, Österreich und der Schweiz. Im Dezember 2017 wurde Tulpenfieber auf DVD und Blu-ray veröffentlicht. Die deutschsprachige TV-Premiere erfolgte am 5. April 2020 bei SRF 1.

## Rezeption

### Kritiken
Der Film wurde von den Kritikern überwiegend negativ aufgenommen. Das Filmkritik-Portal Rotten Tomatoes gibt für den Film 10 % positive Rezensionen an, basierend auf 60 Kritiken. Zusammenfassend heißt es dort: „Tulpenfieber ist ein opulentes, aufwendig inszeniertes Historiendrama, das jedoch durch uninspirierte Dialoge und eine überladene Handlung an Wirkung verliert.“ Bei Metacritic konnte ein Metascore von 38, basierend auf 21 Kritiken, erzielt werden.
Elke Eckert von PC Games meint, ein bisschen erinnere Tulpenfieber mit seinen leidenschaftlich Liebenden, dem historischen Ambiente und den Täuschungsmanövern an Shakespeare in Love, was, weil der Drehbuchautor ebenfalls Tom Stoppard ist, nicht überraschend sei. Dieser lasse die Figuren im Film wieder Dinge tun, die zu dick aufgetragen wirkten, als Konsequenz emotionaler Ausnahmesituationen erschienen sie einem aber dann gar nicht mehr so unwahrscheinlich, was auch an der bis in die Nebenrollen großartigen Besetzung liege.
Auch Walli Müller von NDR Info erinnert der Film in ihrer Kritik an Shakespeare in Love, zudem aber auch an Das Mädchen mit dem Perlenohrring. Der Film sei sehr unterhaltsam und eindrucksvoll ausgestattet, doch sicher kein naturalistisches Zeitgemälde und nichts für Historiker, so Müller.
Andreas Kilb von der FAZ lobt in seiner Filmkritik zwar ausdrücklich die Arbeit des dänischen Kameramanns Egil Bryld, der Film sei „visuell auf der Höhe seines Subjekts“. Die Personen, die aus Bildern niederländischer Meister stammen könnten, würden jedoch zu „Sprechpuppen eines Ausstattungskinos, das seine eigenen Möglichkeiten verkennt“. Sein Fazit: „Im Kino werden aus trivialen Büchern oft subtile Filme. Hier nicht. Denn Tom Stoppard, der seit ‚Shakespeare in Love‘ als Goldmacher im Kostümgenre gilt, erzählt den Romaninhalt in seinem Drehbuch so sklavisch nach, dass dem Film kein Raum für einen eigenen Rhythmus bleibt. Die hektische Fahrt durch die Kulissen, seien es Bürgerhäuser, Kneipen, Klöster oder die nachgebauten Grachten von Amsterdam, wird so zum Sinnbild für die Hilflosigkeit der Regie. Der Film ist seiner Geschichte immer dicht auf den Fersen, aber er kommt nie bei ihr an.“

### Einspielergebnis
Die Produktionskosten des Films werden auf 25 Millionen US-Dollar beziffert. Der Film erzielte weltweit ein Einspielergebnis von etwa 9,2 Millionen US-Dollar, davon allein rund 2,5 Millionen US-Dollar in den US-amerikanischen und kanadischen Kinos. In Deutschland beliefen sich die Einnahmen auf rund 2 Millionen US-Dollar. In Europa wurden rund 700.000 Kinotickets verkauft, darunter 231.141 in Deutschland, 27.206 in Österreich und 13.954 in der Schweiz. Der Film konnte die Erwartungen an den Kinokassen nicht erfüllen, der Film gilt als kommerzieller Flop.